# Jōgi Tsukino
Jōgi Tsukino (jap. 月野 定規, Tsukino Jōgi; * 1970 in der Präfektur Kanagawa), auch Jyogi Tsukino, ist ein japanischer Autor von pornografischen (Hentai) Manga.

## Leben
Jōgi Tsukino begann ein Kunststudium, brach dieses aber im zweiten Jahr ab.
Mit dem Mangazeichnen begann er 1997 mit dem Dōjinshi Microwave zur Lebenssimulation Little Lovers. Diesen veröffentlichte er unter dem Namen Moon Ruler, dem er dem Bandnamen eines Freundes entnahm. Später wurde dies der Name seines Dōjinshi-Zirkels, während er als persönliches Pseudonym Tsukino Jōgi annahm, was ebenfalls „Mondlineal“ heißt.
Sein Debüt als professioneller Autor hatte er 1999 mit Imōto no Koibito (妹の恋人) im Magazin Comic Kairakuten des Verlags Wani Magazine-sha. Etwas vorher zeichnete er auch einen Manga für Vol. 4 des Magazins Colorful Mampukuboshi des Verlags Biblos, die jedoch nach der Kairakuten erschien. Dennoch produziert er weiterhin Dōjinshi.
Die Kapitel für den Verlag Biblos wurden 2001 im Sammelband Naive zusammengefasst. Danach wechselte er zum Verlag Coremagazine für dessen Magazine Comic Megastore und Comic Hotmilk er hauptsächlich zeichnet. Seine Serie Omase na Petit Ange erschien jedoch beim Verlag Wani Magazine-sha. Der erste Sammelband dazu enthielt auch Imōto no Koibito.
2009 wurde er von Enterbrain als einer der Künstler ausgewählt, die für deren Anthology-Reihe Amagami – Various Artists ein Kapitel beisteuern durften. Dies wiederholte sich ebenfalls für die Bände 2 (2009) und 6 (2012), sowie die Sonderausgabe 0 (2011). Diese Werke waren jeweils jugendfrei, jedoch veröffentlichte er auch parallel dazu auf der Comiket entsprechende Dōjinshi.
Sein Werk ♭37℃ (sprich Flat 37 Celsius-do) erschien am 15. Juni 2010 bei Eros Comix in Nordamerika auf Englisch unter dem Titel Too Hot to Handle.
2015 erschien in Japan sein jüngster Sammelband Boku no Yayoi-san, dessen titelgebende Geschichte auch als Anime adaptiert wurde.

## Werke
Sammelbände:
- Naive (Biblos, 2001, ISBN 978-4-83521-151-0)
- Omase na Petit Ange (おませなプティ・アンジュ, Omase na Puti Anju; Wani Magazine-sha, 2001/2, ISBN 978-4-89829-448-2 und ISBN 978-4-89829-935-7)
- ♭37℃ (Coremagazine, 2002, ISBN 978-4-87734-545-7)
- Mōsō Diary (妄想ダイアリ～, Mōsō Daiarī; Coremagazine, 2003, ISBN 978-4-87734-637-9)
- ♭38℃ Loveberry Twins (Coremagazine, 2004, ISBN 978-4-87734-789-5)
- Omase na Petit Ange – complete!! (おませなプティ・アンジュ―complete!!; Wani Magazine-sha, 2005, ISBN 978-4-89829-496-3)
- Hoshi no Goshujin-sama (星の王子サマ; Coremagazine, 2007, ISBN 978-4-86252-229-0)
- Chijō no Hito (痴情の女; Coremagazine, 2009, ISBN 978-4-86252-581-9)
- After School (アフタースクール, Afutā Sukūru; Wani Magazine-sha, 2012, ISBN 978-4-86269-222-1)
- Zannen Ōji to Dokuzetsu Maid (残念王子と毒舌メイド, ~ Meido; Coremagazine, 2013, ISBN 978-4-86436-475-1)
- Boku no Yayoi-san (ボクの弥生さん; Wani Magazine-sha, 2015, ISBN 978-4-86269-352-5)